# Homogenität (Wirtschaft)
Homogenität ist in der Volkswirtschaftslehre eine Eigenschaft von Gütern und Dienstleistungen, völlig einheitlich und undifferenziert zu sein und weder Qualitätsunterschiede noch Präferenzen aufzuweisen.

## Allgemeines
Um zu Erkenntnissen zu gelangen, müssen die Wissenschaften zunächst Idealzustände analysieren und beschreiben, die im Alltag in dieser Form nicht anzutreffen sind. Diese Modelle können dann im Wege der abnehmenden Abstraktion an die Realität sukzessive angenähert werden. So verhält es sich auch bei der Homogenität, die auf Güter, Dienstleistungen und Märkte („homogener Markt“) Anwendung findet und in dieser Form in der Praxis kaum vorzufinden ist. Regelfall ist ihr Gegensatz, die Heterogenität von Märkten, Gütern und Dienstleistungen. 

## Homogenitätsbedingungen
Ein homogener Markt liegt vor, wenn auf Seiten der Nachfrager keine Präferenzen für die auf ihm gehandelten Güter/Dienstleistungen vorhanden sind. Homogene Güter sind unterschiedslose und nicht voneinander unterscheidbare Güter, deren jeweilige Mengeneinheiten aus Sicht der Nachfrager völlig gleichartig sind, so dass keine Präferenzen hinsichtlich der einzelnen Einheiten und keine Qualitätsunterschiede vorhanden sind. Ihre Gleichartigkeit gibt den Nachfragern deshalb keinen Anlass, einen bestimmten Anbieter oder qualitativ höherwertige Güter vorzuziehen und den Anbietern keinen Anlass, bestimmte Nachfrager zu präferieren. Wegen ihrer Unterschiedslosigkeit sind homogene Güter gegenseitig vollständig substituierbar. Ihr Gegensatz sind heterogene Güter.
Diese Homogenitätsbedingungen sind auf Märkten und bei Gütern/Dienstleistungen in der Realität kaum anzutreffen. Unterscheiden sich beispielsweise lediglich die Liefer- oder Zahlungsbedingungen der Lieferanten oder Bonitäten/Zahlungsverhalten der Kunden in einem kleinen Detail, ist die Homogenitätsbedingung nicht mehr erfüllt.

## Arten
Die folgende Tabelle zeigt die Unterschiede zwischen homogenen und heterogenen Gütern:
| Kriterium       | homogene Güter                            | heterogene Güter                              |
| --------------- | ----------------------------------------- | --------------------------------------------- |
| Marktform       | Börse, Versandhandel                      | Geschäfte, Kaufhäuser                         |
| Marktteilnehmer | interagieren indirekt                     | interagieren direkt                           |
| Preisbildung    | Auktionen, kontinuierliche Preisanpassung | Listenpreise, individuelle Preisverhandlungen |

Homogene Güter gibt es lediglich auf Börsen und teilweise im Versandhandel. Dort treten die Marktteilnehmer nur indirekt auf, denn die Übergabe der Handelsobjekte geschieht nicht unmittelbar zwischen Verkäufer und Käufer. Zwischen diese sind Börsenmakler oder Postunternehmen geschaltet.

## Vollkommene Märkte
Beim vollkommenen Markt handelt es sich um ein von der Volkswirtschaftstheorie entwickeltes Gedankenmodell, dessen Voraussetzungen in der Realität nicht zu verwirklichen sind. Die Homogenität ist eine der vielen Prämissen für vollkommene Märkte. 
Auf vollkommenen Märkten herrschen folgende Marktbedingungen:
- Marktteilnehmer verhalten sich rational im Sinne der Gewinn- oder Nutzenmaximierung,
- keine Qualitätsunterschiede der Handelsobjekte,
- keine zeitlichen, örtlichen, sachlichen oder persönlichen Präferenzen,
- einheitlicher Marktpreis,
- unendlich schnelle Anpassungsgeschwindigkeit der Marktteilnehmer,
- vollständige Markttransparenz für alle Marktteilnehmer,
- keine Transaktionskosten,
- unendlich viele Marktteilnehmer bei Anbietern und Nachfragern (Polypol) und
- räumlicher und zeitlicher Punktmarkt.

Diese Bedingungen sind rein theoretischer Natur und können annähernd nur von Börsen erfüllt werden. Homogene Güter sind Handelsobjekte auf vollkommenen Märkten mit vollständiger Information aller Marktteilnehmer über die Marktdaten (Angebot, Nachfrage, Preis, Produktqualität). Es gibt einen einheitlichen Marktpreis, weil unterschiedliche Preise durch Arbitrage zum Ausgleich gebracht würden. Alle Marktteilnehmer verhalten sich als Mengenanpasser, denn der Preis ist ein Datenparameter, das Marktvolumen ein Aktionsparameter.